# Мунір Саїт
Мунір Саїт (27 травня 1940) — індійський хокеїст на траві.
Бронзовий призер Олімпійських Ігор 1968 року.